# South Caicos
South Caicos is een eiland in het Caribisch gebied en onderdeel van de Turks- en Caicoseilandengroep. Het eiland wordt bewoond door 1139 mensen.
Cockburn Harbour is de hoofdplaats en telt 811 inwoners.

## Geografie
Samen met het onbewoonde East Caicos en een aantal kleinere eilandjes vormt South Caicos een district met een oppervlak van 136 km², inclusief tussenliggende zee. Alle eilanden in het oosten, en ten zuiden van de Caicos Bank behoren tot dit district, behalve French Cay, dat bij West Caicos hoort. De cays van Bush Cay tot White Cay worden de Seal Cays genoemd. South Rock ligt onder water, op een diepte van bijna twee meter.

## Geschiedenis
South Caicos was mogelijk het tweede eiland dat werd gezien door Christopher Columbus. De oorspronkelijke bewoners waren Taíno en Arawak-indianen. Met betrekking tot hun bestaan op het eiland zijn archeologische resten gevonden. De Arawakken verdwenen ongeveer 30 jaar na de komst van de Spanjaarden en lieten een nauwelijks bewoond eiland achter.
In de loop van de 19e eeuw begon men op South Caicos zout te winnen in zoutpannen. Deze zijn nog in het terrein te herkennen. Het kweken van sponsdieren is ook een inkomstenbron geweest tot een schimmeluitbraak in de jaren 1930 er een eind aan maakte. De Verenigde Staten bouwden er in 1944 een anti-onderzeeboot basis, met de eerste landingsbaan van de archipel. Tegenwoordig trekt het eiland nog op beperkte schaal toeristen die komen voor de stranden, de koraalriffen en het kijken naar walvissen. Er wordt kleinschalig commercieel gevist.

## Dorpen
- Out North, rond 700 inwoners incl. The Flat
- The Flat
- Highlands, 62 inwoners

### Cockburn Harbour
Cockburn Harbour ontstond rond het midden van de 19e eeuw en is het grootste dorp, genoemd naar Sir Francis Cockburn, gouverneur van de Bahama's, die er in 1840 een bezoek bracht. Er wonen rond de 900 mensen. Het heeft de beste natuurlijke haven van de Turks en Caicoseilanden. Tot de jaren 1960 was het een centrum van regionale handel en zoutexport. Tegenwoordig wordt er op kleine schaal gevist en exporteert men schelpen en kreeften. In het dorp bevinden zich enkele historische objecten zoals een oude Methodistenkerk, een 18e-eeuwse woning en de zoutziederij. De verlaten zoutpannen vlak buiten het dorp zijn in bezit genomen door een aantal vogelsoorten waaronder flamingo's.
De "School for Field Studies", een nonprofit organisatie ondersteund door de Universiteit van Boston, heeft een goed bekendstaand Center for Marine Resource Studies in Cockburn Harbour. Het centrum richt zich op zee-ecologie en management van natuurlijke hulpbronnen. Het eiland is gastheer van de jaarlijkse South Caicos Regatta in mei, een evenement met bootraces, feesten en andere spelen.